# Sirályhojsza

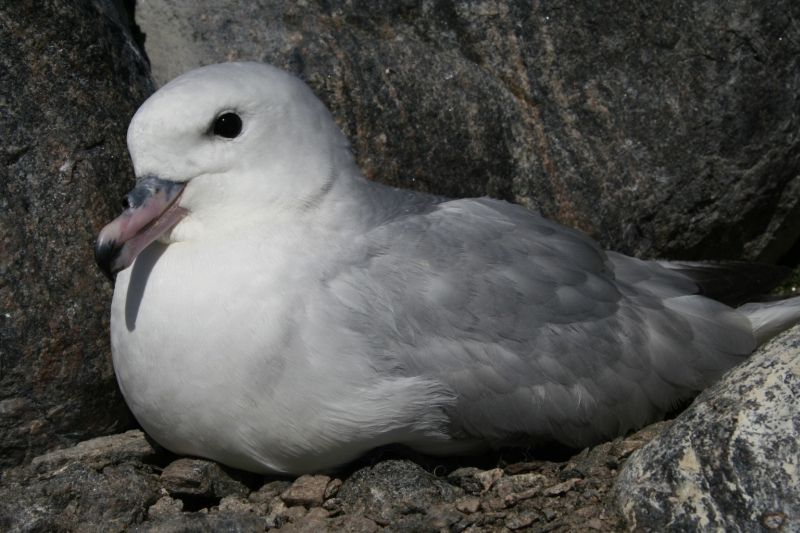
Déli sirályhojsza (Fulmarus glacialoides)

A sirályhojsza (Fulmarus) a madarak (Aves) osztályának a viharmadár-alakúak (Procellariiformes) rendjébe, ezen belül a viharmadárfélék (Procellariidae) családjába tartozó nem.

## Rendszertani besorolásuk
A sirályhojszákat a két óriáshojszával (Macronectes) együtt a viharmadárféléken belül külön alcsoportba sorolták, azaz legalábbis egyes rendszerezők. Szintén a viharmadárféléken belül a sirályhojszák és az óriáshojszák, valamint az antarktiszi hojsza (Thalassoica antarctica), a galambhojsza (Daption capense) és a hóhojsza (Pagodroma nivea) közös csoportja, alcsaládi vagy nemzetségi szintre gyűjthető össze.

## Rendszerezés
A nembe az alábbi 2 élő faj és 2 fosszilis faj tartozik:
- északi sirályhojsza (Fulmarus glacialis) (Linnaeus, 1761)[2]
- déli sirályhojsza (Fulmarus glacialoides) (Smith, 1840)[3]
- †Fulmarus hammeri - miocén; Kalifornia[4]
- †Fulmarus miocaenus - miocén; Kalifornia

### Fordítás
- Ez a szócikk részben vagy egészben  a   Fulmar című angol Wikipédia-szócikk ezen változatának fordításán alapul.  Az eredeti cikk szerkesztőit annak laptörténete sorolja fel. Ez a jelzés csupán a megfogalmazás eredetét és a szerzői jogokat jelzi, nem szolgál a cikkben szereplő információk forrásmegjelöléseként.